# Josefine Ottesen
Josefine Ottesen, född 4 februari 1956 i Köpenhamn, är en dansk författare.
Ottesen är utbildad skådespelare vid Dell'Arte School of Physical Theatre i Kalifornien (1981), och i dramaturgi vid Aarhus universitet 1997. Hon debuterade som författare 1983 med barnboken Prinsesse Morgenrøde og Lindormen och hon har efter det skrivit ett sextiotal barnböcker.
Ottesen har arbetat med barnkultur sedan 1970-talet. Hon har varit skådespelare (1977-1988), teaterinstruktör (1985-1993) och undervisat vid Institutet för Dramaturgi i Århus, Den fria Lärarskolan i Ollerup, skådespelarskolan vid Odense Teater och Odense Universitet. Under perioden 1985-1994 var hon medlem av det danska Kulturdepartementets rådgivande organ för Barn- och Ungdomskultur.
Ottesen har tilldelats flera priser för sitt författarskap, särskilt för fantasy-serierna Krigeren och Historien om Mira.